# Huete
Huete es un municipio y localidad española de la provincia de Cuenca, en la comunidad autónoma de Castilla-La Mancha. Tiene el título de ciudad y cuenta con una población de 1822 habitantes (INE 2024).

## Geografía
Huete se encuentra en el noroeste de la provincia, a 54 km de Cuenca y a 120 km de Madrid. Se localiza en las laderas este y sur de un alto cerro, conocido como del Castillo, entre el río Cauda o Borbotón y el arroyo de las Canales, en un valle cerca de la confluencia de ambos cursos con el río Mayor, en la comarca conquense de la Alcarria.
Sus núcleos de población son el propio núcleo urbano de Huete y las pedanías de  Valdemoro del Rey, Moncalvillo de Huete, Saceda del Río, Bonilla, Caracenilla, Verdelpino de Huete, La Langa, Carrascosilla y Villas Viejas (abandonado).

## Historia

### Prehistoria
Los primeros vestigios que indican la presencia del hombre en su territorio datan del final del Paleolítico Inferior —hace unos 10 000 años—, aunque, a lo largo del Paleolítico Medio (Musteriense), esta ocupación se hizo más patente y generalizada en forma de pequeños grupos que nomadeaban por los valles de los ríos Mayor y Borbotón, encontrando en sus márgenes no solo caza, pesca y abrigo, sino también el abundante material de sílex —pedernal—, con el que fabricaban sus distintos útiles y herramientas.
Hace unos cuatro mil años, se producía el primer asentamiento estable en la cima del cerro del Castillo por grupos de la Edad de Bronce, lugar elegido tanto por cuestiones defensivas como de control del territorio. Estos factores continuaron siendo válidos a lo largo de la Primera Edad del Hierro, de la que también se han encontrado abundantes vestigios en este mismo lugar.

### Protohistoria y Edad Antigua
En siglo VI a. C. se documenta un nuevo centro de población en el cerro de Álvar Fáñez, núcleo posteriormente romanizado del que dependería la explotación minera del lapis specularis (yeso especular), minas, de las que hay buenos ejemplos en la zona. Repartidas, en los valles de ambos ríos, se encuentran restos de varias villas tardo-romanas que tendrían como principal eje económico el cultivo de cereales de los campos de su alrededor.

### Edad Media
Tras una hipotética presencia visigoda, el actual núcleo de Huete entró verdaderamente en la historia en la Edad Media durante el período andalusí, ya en su fase emiral, tal como constatan las fuentes escritas y arqueológicas, siendo conocida como Wabda. Formando parte de la cora de Santabariyya o Shant Bariya (Santaver), el cerro del Castillo y una gran parte de su ladera meridional se fortificaron con murallas. Durante los siglos IX y X, fue uno de los centros más importantes en la zona de las tribus bereberes de los Hawwara y Madyuna, bajo el poder de la familia de los Banu Di-l-Nun, que más adelante se haría con el control de la región estableciendo la taifa de Toledo (1031-1085). Precisamente fue a Huete donde al-Qádir, el último rey toledano, se retiró tras dejar el poder de Toledo en manos de Alfonso VI, y antes de establecerse como rey en Valencia. Tras morir en esta ciudad (1091), tanto Huete como sus tierras particulares al sur del Tajo pasaron a manos de Álvar Fáñez.
Tras su paso al reino de Castilla, Huete fue repoblándose con gentes de la Meseta norte; y no sin grandes dificultades, debidas a la consiguiente reacción almorávide tras la conquista de estas tierras por Alfonso VI —muy cerca de la localidad de Huete se produjo la derrota de las tropas castellanas en la batalla de Uclés (1108), y que puso al reino en un gran aprieto—. A lo largo del siglo XII, al estar en la vanguardia del reino por su parte más oriental, Huete fue adquiriendo un papel cada vez más destacado frente al poder andalusí. Ello explica que el ejército almohade —el nuevo poder africano dominante en al-Ándalus en ese momento—, en julio de 1172, y dirigido por el propio califa Abu Yaqub Yusuf (Yusuf I), se dirigió contra Huete, cercándola durante diez días. Después de instalar sus reales en el llamado cerro de las Tiendas —que alude a este hecho de armas—, los almohades, tras los numerosos asaltos que realizaron, sólo llegaron a entrar en los arrabales pero no lograron tomar el castillo. Agotados ambos contendientes —los cristianos, por la falta de agua, y los almohades, por la falta de forrajes—, el 22 de julio el ejército musulmán levantó el campo dirigiéndose hacia Cuenca. De esos críticos momentos data el patronazgo de las santas Justa y Rufina, pues la tradición narra que el 19 de julio, durante el cerco almohade y tras fracasar el último asalto del califa, cayó tal tormenta en Huete que llenó los secos aljibes de la fortaleza, permitiendo así que los defensores esperaran, sin los apuros anteriores, la llegada del rey Alfonso VIII para poder desbaratar los planes del ejército sitiador.
Tras la retirada almohade y previendo nuevos ataques, que ya no sucedieron, se acometería la reconstrucción de las murallas de Huete, para así poder acoger mejor a sus habitantes, que desde ese momento, ya en paz la región y relativamente alejado el peligro almohade, fueron a poblar el lugar: una villa de frontera que durante un cierto tiempo de la segunda mitad del siglo XII disputó a Cuenca el ser la cabeza rectora de la zona más oriental de la submeseta sur castellana.
En 1164 tuvo lugar en la localidad la Batalla de Huete, en la que las tropas de la Casa de Castro, a las órdenes de Fernando Rodríguez de Castro el Castellano, derrotaron a las tropas de los partidarios de la Casa de Lara, dirigidas por el conde Manrique Pérez de Lara, que resultó muerto en la batalla, y sus hermanos Álvaro y Nuño. La batalla tuvo lugar en el contexto de la turbulenta minoría de edad de Alfonso VIII de Castilla, vencedor de la batalla de las Navas de Tolosa,quien tuvo que combatir, entre otros, con su tío el rey Fernando II de León, quien ocupó la ciudad de Toledo en el año 1162.
En 1290 se realizaría en Huete el padrón de las aljamas de los judíos castellanos, el conocido como repartimiento de Huete.
Rodeada de territorios de señorío, Huete, aunque nunca perdió su condición de villa de realengo —con título de ciudad desde que el 26 de julio de 1428 el monarca Juan II se lo otorgara—, junto a su fortaleza, con la intención de asentar su poder en la zona o resolver cuestiones dinásticas, sólo fue dada por los monarcas castellanos a diferentes parientes suyos. Pese a ello, sobre todo a lo largo de la Baja Edad Media, los amplios términos de Huete fueron mermando a favor de la clase nobiliaria. Ésta, que poseía amplias tierras en la región, contando con la intervención de algunos de sus miembros afincados en la propia Huete, fue ocupando a favor de sus propios intereses diversos cargos en el gobierno del concejo de la ciudad.
Desde el siglo XII la presión sobre Huete de la nobleza era evidente, pues tanto los Laras como los Castros, las familias que por entonces se disputaban el control del poder real, intervinieron en la designación de los tenentes de su fortaleza. Alfonso VII le otorgaría su primer Fuero (un fuero breve de conquista), mejorado posteriormente por uno similar al de Cuenca en época de Alfonso VIII. En esta época también tendría su origen el escudo de la ciudad: un león rampante sobre una media luna menguante en campo azul. Huete, pasará a ser el centro de un amplio territorio, la Tierra de Huete, extendido por las actuales provincias de Cuenca y Guadalajara.
Durante el período trastámara, en 1388, Juan I dio Huete a Doña Constanza, hija mayor de Pedro I y duquesa de Lancaster, con el fin de resolver el problema dinástico que en ese momento se daba al aspirar ésta al trono castellano. En la Paz de Troncoso y el tratado de Bayona se acordó que, junto a Guadalajara, Olmedo y Medina del Campo, Huete, con todas sus rentas y derechos, fuera dada de por vida a Doña Constanza, y que su hija, Catalina, casara con el infante Enrique, adoptando ambos, como príncipes herederos al trono castellano y por primera vez, el título de Príncipes de Asturias. Tras la muerte (1394) de la duquesa de Lancaster, tal como estaba acordado, Huete pasó a su hija Catalina, ya reina desde 1390, que unió a sus propias villas, dadas a raíz su matrimonio con Enrique III, de Soria, Atienza, Almazán, Deza y Molina de Aragón —todas ellas, en una misma zona geográfica del oriente de Castilla—. La nueva posesión no acabó con los intentos de la nobleza por hacerse con el control de la zona de Huete. Así, durante el reinado de Enrique III, diversos linajes fueron alcanzando un progresivo protagonismo en las comarcas cercanas a ella, y que a la postre convirtieron en señoríos, rápidamente ampliados hasta convertirse en importantes estados señoriales. Tales fueron los linajes de los Mendoza —en alguna de sus ramas—, y sobre todo los Carrillo y los Acuña, que emparentaron entre sí.

### Renacimiento
Ya en el siglo XV, Juan II le concedió el título de ciudad, gracias a la intervención de Pedro Carrillo de Huete, El Halconero, su cronista. Los Reyes Católicos, el 28 de febrero de 1477, la distinguirían con los títulos de Noble y Leal, tratamiento con el que se denominará a partir de entonces.
Con los Austrias pasó a ser cabeza del partido de Huete, dentro de la provincia de Cuenca.

### Edades Moderna y Contemporánea
En el siglo XIX, el rey Fernando VII, durante el verano de 1816, permaneció varios días en la ciudad.

## Demografía
Huete cuenta con una población de 1822 habitantes (INE 2024).
| Gráfica de evolución demográfica de Huete entre 1842 y 2021 |
| |
| Población de derecho según los censos de población del INE Población de hecho según los censos de población del INEEntre el censo de 1857 y el anterior, crece el término del municipio porque incorpora a Carrascosilla Entre el censo de 1981 y el anterior, crece el término del municipio porque incorpora a Bonilla, Caracenilla, Castillejo del Romeral , Moncalvillo del Huete, Saceda del Río, Valdemoro del Rey y Verdelpino de Huete |

## Personas notables
- Alonso Díaz de Montalvo, uno de los mejores jurisconsultos castellanos del siglo XV, afincado en Huete, en donde recopiló e imprimió las Ordenanzas Reales de Castilla (1483), en una de las primeras imprentas españolas de la época.
- Pedro Carrillo de Huete, halconero mayor de Juan II y cronista de su reinado.
- Fray Ambrosio Montesino, confesor de la reina Isabel la Católica, y a quien se debe, entre otras de tipo religioso, un bello cancionero.

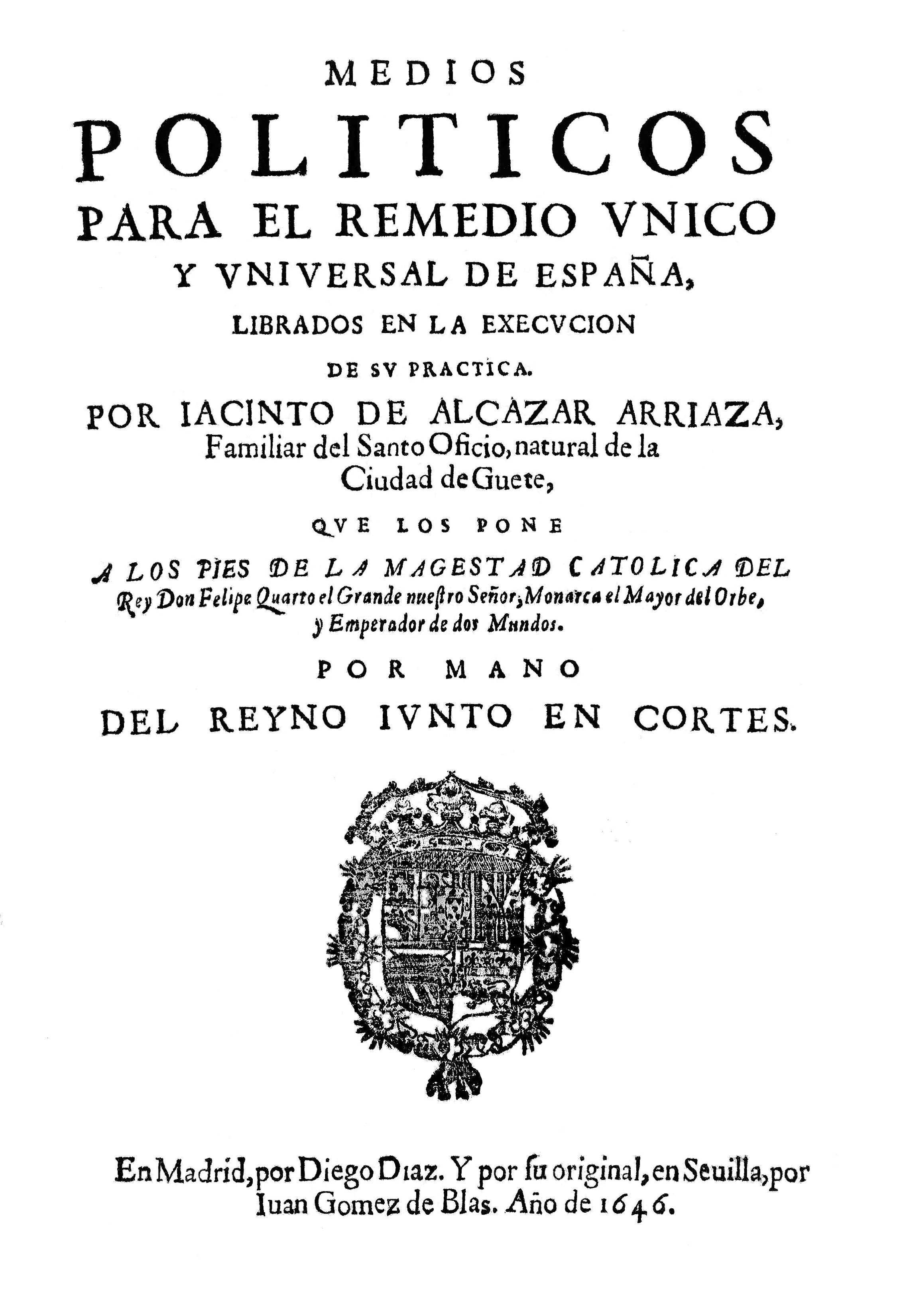
Jacinto de Alcázar Arriaza. Medios políticos para el remedio único, y uniuersal de España librados en la execucion de su práctica (1646)

- Jacinto de Alcázar Arriaza economista español del siglo XVI, natural de Huete que defendió la teoría de la contribución única en una obra titulada "Medios políticos para el remedio universal de España" (1646). (Enciclopedia Espasa).
- Juan Alfonso de Lancina (Juan Alfonso Rodríguez de la Encina). Nació en Huete en la primera mitad del siglo XVII. Escritor político, fue Juez de la Gran Corte de la Vicaría del Reino de Nápoles. Publicó "Comentarios políticos a los anales de Tácito (Madrid 1987) e "Historia de las revoluciones del Senado de Messina" (Madrid, 1962). Se sabe de otras obras suyas perdidas o publicadas incompletas. (Ver "Diccionario de Personajes conquenses" de Priego y Silva y "Calas literarias...") obras citadas.
- Isaac Núñez de Arenas. Nacido en Huete en 1812. Estudió leyes en Alcalá y Madrid. Catedrático de literatura en la Universidad Central, fue académico de la Real academia Española, trabajando en ella en el Diccionario de la misma, así como en el Diccionario de Sinónimos. Publicó "Elementos filosóficos de literatura estética" y unas "Bases para la reforma de la Justicia Militar" Como traductor todavía aparecen ediciones de su traducción de la famosa novela "Los últimos días de Pompeya" (Ver "Calas literarias ...) obra citada.
- Mario Aguilar Diana periodista español, nacido en Huete en 1883. Estudió Derecho en Barcelona, donde fue redactor de El Poble Catalá, El Diluvio y El Día Gráfico y más tarde director de este último y de La noche y colaborador de diferentes medios donde puso de manifiesto su formación bilingüe en catalán y castellano. Autor de algún libro de investigación periodística como "El proceso Dreyfus" Barcelona 1931. Francófilo y activista republicano se exilió en Francia durante la Guerra Civil, falleciendo, reconocido por todos, en Montpellier, donde fue cónsul de la República Española, en 1952. (Ver Diccionario de Personajes Conquenses de H. Priego y J. Silva y "Calas literarias en la Cultura de Huete" de Casildo Reneses).
- Demetrio Castro Villacañas periodista y poeta nacido en Huete en 1919. Doctor en Derecho por la Universidad Central de Madrid. Ha sido director y colaborador de diferentes medios tanto de radio como de prensa. Entre sus poemarios destacan "Conciencia de Hombre" (Premio Ciudad de Barcelona, 1957) y "El olvido que bebemos" a los que hay que añadir en prosa "Hombres de Mar". (Ver "Calas literarias en la cultura de Huete" obra citada).
- Sabiniano Gómez Serrano Empresario y padre de Begoña Gómez, a su vez esposa de Pedro Sánchez.

## Administración
| Periodo   | Nombre                             | Partido |
| --------- | ---------------------------------- | ------- |
| 1979-1983 | Agustín López Solla                | UCD     |
| 1983-1987 | Sebastián Huerta Huerta            | AP      |
| 1987-1991 | Romualdo Martínez Pérez            | PP      |
| 1991-1995 | Félix Bonilla Fernández            | PSOE    |
| 1995-1999 | Romualdo Martínez Pérez            | PP      |
| 1999-2003 | Félix Bonilla Fernández            | PSOE    |
| 2003-2007 | Gema Fuente Astudillo              | PSOE    |
| 2007-2011 | Fernando Romero González           | PP      |
| 2011-2015 | Fernando Romero González           | PP      |
| 2015-2019 | Fernando Romero González           | PP      |
| 2019-2023 | Francisco Javier Doménech Martínez | PP      |
| 2023-act. | Francisco Javier Doménech Martínez | PP      |

## Patrimonio
- Muralla urbana de Huete. De origen andalusí, conoció diversas reformas durante este período y tras el paso de la población al reino de Castilla (siglo XII). Se emplearon diversas técnicas y materiales: tapial, mampostería, sillería.

- Castillo de Luna o Alcazaba de Wabda, de origen andalusí levantado sobre otro anterior romano, que conserva restos de sus muros.

- Palacio Episcopal de Huete, construido en tres fases, la primera, en la que se encuentra el escudo del Obispo Solano, fue diseñada por Antonio María Carabella a finales del siglo XVIII, la segunda, realizada en época del Obispo Palafox, es obra de Mateo López, a principios del XIX. La parte central del edificio quedó sin terminar.

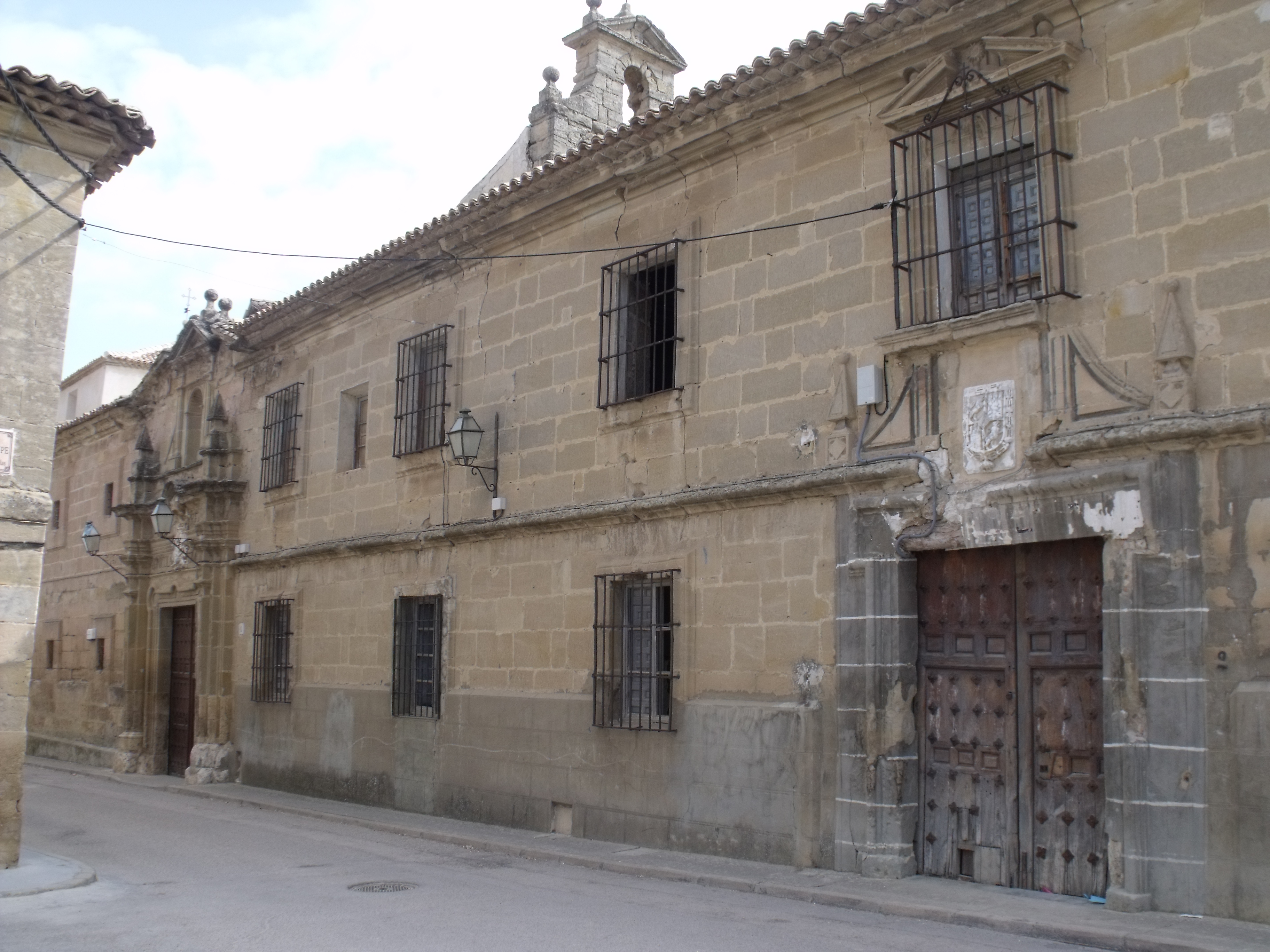
Antiguo convento de los Jesuitas.

- Colegio de Jesuitas: colegio fundado a instancias del clérigo optense Estaban Ortiz, que donó los terrenos y las rentas para su sostenimiento. En 1570 llegaron los primeros religiosos y poco tiempo después se pusieron en marcha las escuelas de primeras letras y de gramática. Expulsados los jesuitas en 1767, el edificio continuó su actividad docente por medio del clero secular. Las obras se inician en la segunda mitad del siglo XVI, época de la que se conserva el tramo de la fachada situada a la izquierda de la portada del templo. Durante el primer tercio del siglo XVII –coincidiendo con la primera fase del barroco español- se construyeron la casa conventual –con patio columnado y hermosas estancias abovedadas– y la airosa y esbelta espadaña, que se levanta por encima de toda la construcción. La iglesia fue iniciada en agosto de 1700 y su diseño se atribuye a los arquitectos Juan de Sierra Torres y Tomás del Campo, siendo concluida tres años después por los maestros Juan de Palacios y Cristóbal de Hernansaiz, que construyen el crucero y transepto del templo.  La planta es típicamente jesuítica, consta de una nave con tribunas, cubierta por bóvedas de lunetos y una cúpula de media naranja sobre el crucero. Elemento destacado es la portada del templo, con doble pilastra y estípites, donde se incorporan las armas reales y la inscripción de Carlos III, que ordenó en 1770 el traslado a este templo de la parroquia de San Nicolás de Medina, conocida desde entonces como San Nicolás el Real. Convertido el templo en parroquia, la hermandad de la Virgen de Guadalupe manda construir la bella capilla de estilo rococó atribuida al arquitecto José Martín de Aldehuela. En 1795, la hermandad de San Juan Evangelista, procedente de la parroquia de Santa María de Atienza, construyó una bella capilla de corte academicista atribuida al arquitecto Mateo López. En la actualidad el templo es mantenido por las hermandades de San Antonio Abad, Nuestra Señora de Loreto y San Juan Evangelista con muy importantes fiesta el segundo fin de semana del mes de mayo. En 2004 se declara el edificio como Bien de Interés Cultural.

- Iglesia de Nuestra Señora de Atienza. Es una de las diez parroquias que durante el medievo y la Edad Moderna tuvo Huete siendo ésta la más antigua, asentanda, posiblemente, su fábrica sobre una antigua mezquita. El estilo artístico es un gótico incipiente, raro ejemplo en la provincia de Cuenca. El ábside poligonal, con sólidos contrafuertes en el exterior es del siglo XIII. Posee unas ventanas alancetadas con columna ajimezada o mainel en cada uno de los segmentos del pentágono del ábside, este se une con la nave principal durante el siglo XVI con un arco de triunfo con elementos clásicos. En el interior los muros quedan delimitados por columnas adosadas con capiteles ricamente adornados con rostros humanos, elementos vegetales y elementos heráldicos. Bajo el ábside hallamos una cripta que fue utilizada como panteón familiar por los Sandoval, en la que, según la tradición se conservó un cirio que estuvo iluminando durante los siglos de dominación musulmana al Santísimo Sacramento. En 1784 se suprime la parroquia trasladándose sus enseres y las devociones que allí se ejercían a la parroquia de San Nicolás de Medina. Entre ellas se traslada la Hermandad de San Juan Evangelista, patrón del barrio del que toma nombre de esta iglesia y que es uno de los más venerados en la actualidad con importantes fiestas en el mes de mayo. En 1790 se derriba la iglesia, dejando únicamente el ábside que queda como ermita. Mediante Real Decreto en 1982 se declara Monumento.

- Casas nobles e iglesias, construidas entre los siglos XV y XVIII, tales como la Casa de los Montalvos, la de los Linajes, la de los Amoraga y Espinosa, casa-palacio de los Parada.

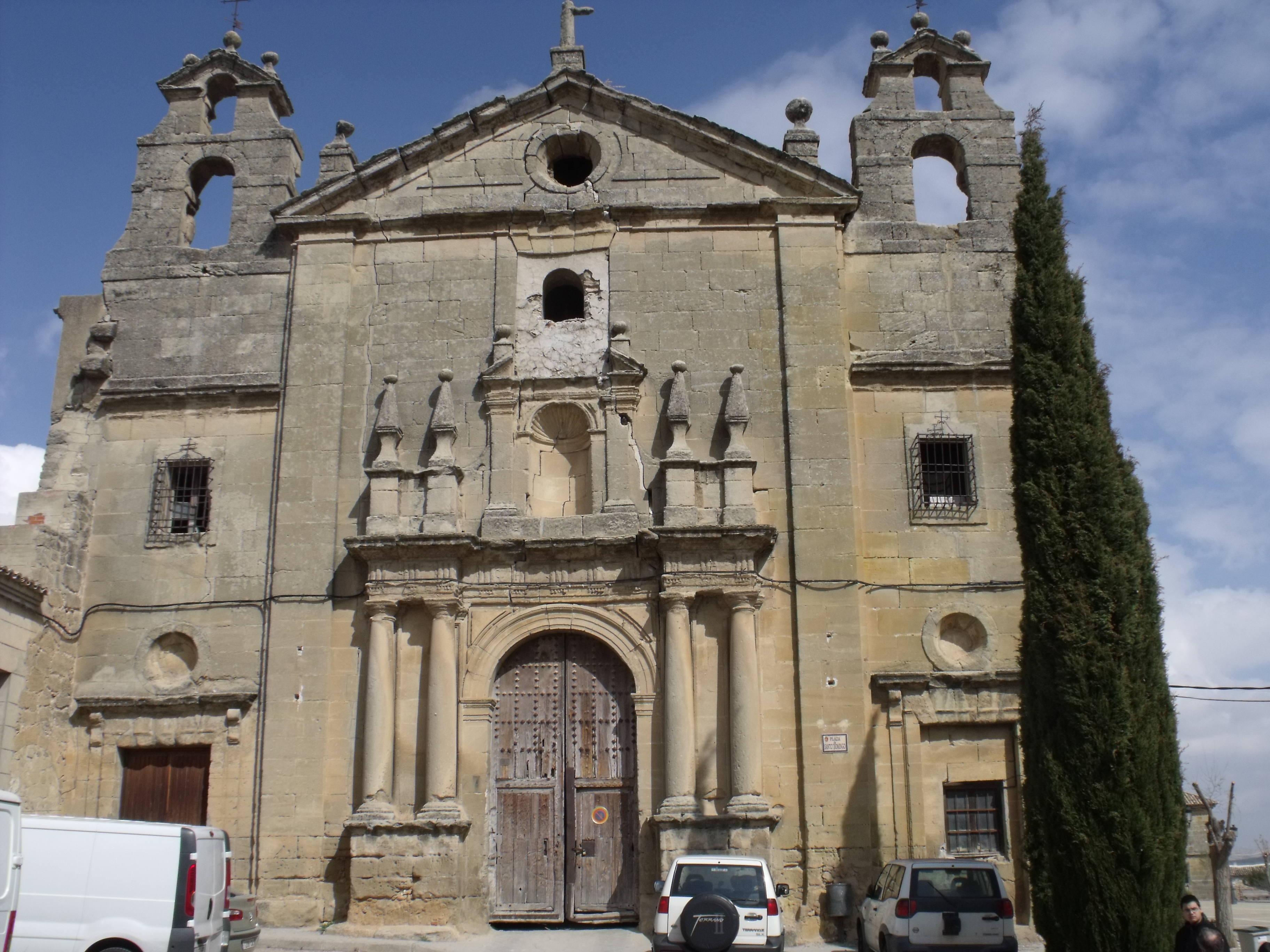
Iglesia de Santo Domingo

- Iglesia de Santo DomingoIglesia de Santo Domingo: El convento fue fundado a finales del siglo XIV con monjas procedentes del cercano paraje de Amasatrigo gracias a las donaciones de Catalina de Lancáster, reina de Castilla y Señora de Huete. El continuo crecimiento de su patrimonio propició que el monasterio llegase a ser uno de los más importantes que la Orden tenía en Castilla. La iglesia actual fue diseñada en 1620 por el carmelita fray Alberto de la Madre de Dios, arquitecto de los reyes Felipe III y Margarita de Austria y del duque de Lerma. Las obras se iniciaron en 1621 bajo la dirección de Antonio de Mazas y posteriormente fueron continuadas por Pedro del Valle, finalizando hacia 1642. Fray Alberto diseñó un templo de carácter austero, orden toscano, y proporciones áureas, con planta de cruz latina, cúpula sobre el crucero y cinco capillas laterales a cada lado. Del exterior destaca su elegante fachada, en la que, a pesar de su extremada severidad, el carmelita consigue una obra realmente bella y equilibrada, con un cuerpo central de orden gigante, rematado con amplio frontispicio, y dos laterales, coronados por bellas espadañas. Dentro de la preocupación urbanística del barroco, el arquitecto retranqueó la fachada, formando una anteplaza que facilita su contemplación desde diferentes puntos de vista, con ánimo de conmover al espectador. Las obras fueron financiadas, en su mayor parte, por la familia Salcedo y Veancos, patronos de la capilla mayor. Uno de sus miembros más destacados fue don Diego de Veancos y Salcedo, obispo de Astorga, enterrado en una de las capillas laterales que estaba adornada con sus armas obispales. El convento fue desamortizado en 1835, siendo vendido junto con sus bienes perdiéndose al poco tiempo su claustro, construido en el primer tercio del siglo XVI y elogiado por Antonio Ponz en su Viaje por España. Por último, a modo de curiosidad, en las celdas del monasterio estuvo recluido el inquisidor general fray Luis de Aliaga, cuando fue acusado de conspiración al morir Felipe III.

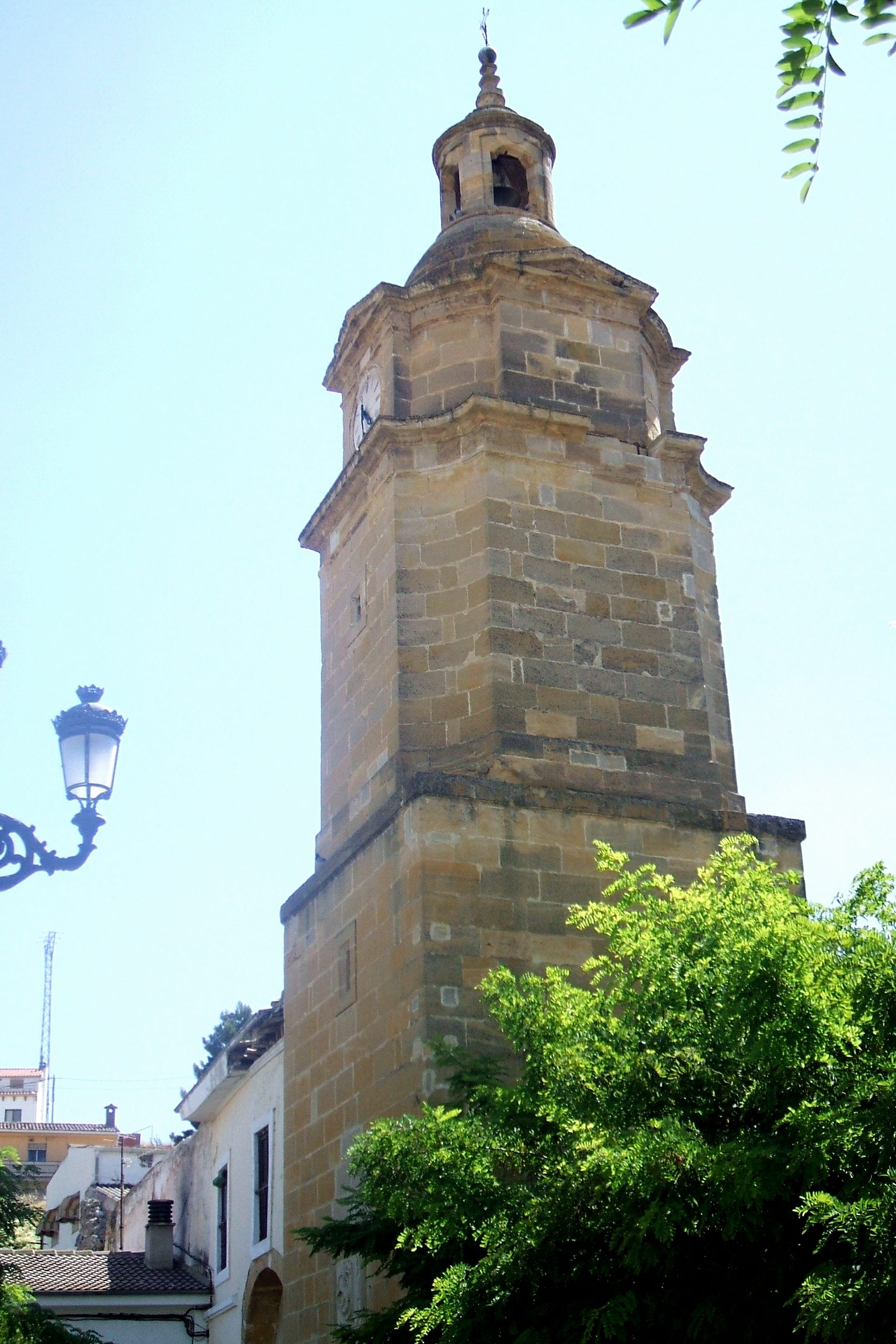
Torre del Reloj.

- Torre del Reloj. Desde tiempos medievales el concejo dispuso de un reloj para gobernar y organizar la vida de los ciudadanos de Huete. El tiempo, como medida, siempre estaba en posesión y al servicio del concejo siendo este el que lo controlaba. En un principio se ubicó en lo alto de la cuesta del mercado, sobre un cubo de la recia muralla. En la Edad Moderna se realiza la construcción de la torre en la ubicación actual. Los diseños de la torre fueron realizados en 1795 por el arquitecto Fernando López. Este último se encargó de la ejecución de las obras, que, después de sucesivas paralizaciones por falta de recursos, fueron concluidas hacia 1805. Su arquitectura aglutina con gran acierto elementos del barroco tardío con otros del incipiente neoclasicismo. De especial belleza son los dos últimos cuerpos y el original remate en linterna, que sirve para albergar la campana gótica del antiguo reloj, que durante siglos ha regido la vida de los optenses. La puerta de Almazán, llamada así por lindar con la parroquia de San Nicolás de Almazán, era la más importante del recinto amurallado. Relatos antiguos nos hablan de una portada adornada con las armas de los Reyes Católicos y el escudo de la ciudad, todo ello remodelado al construirse la torre actual.

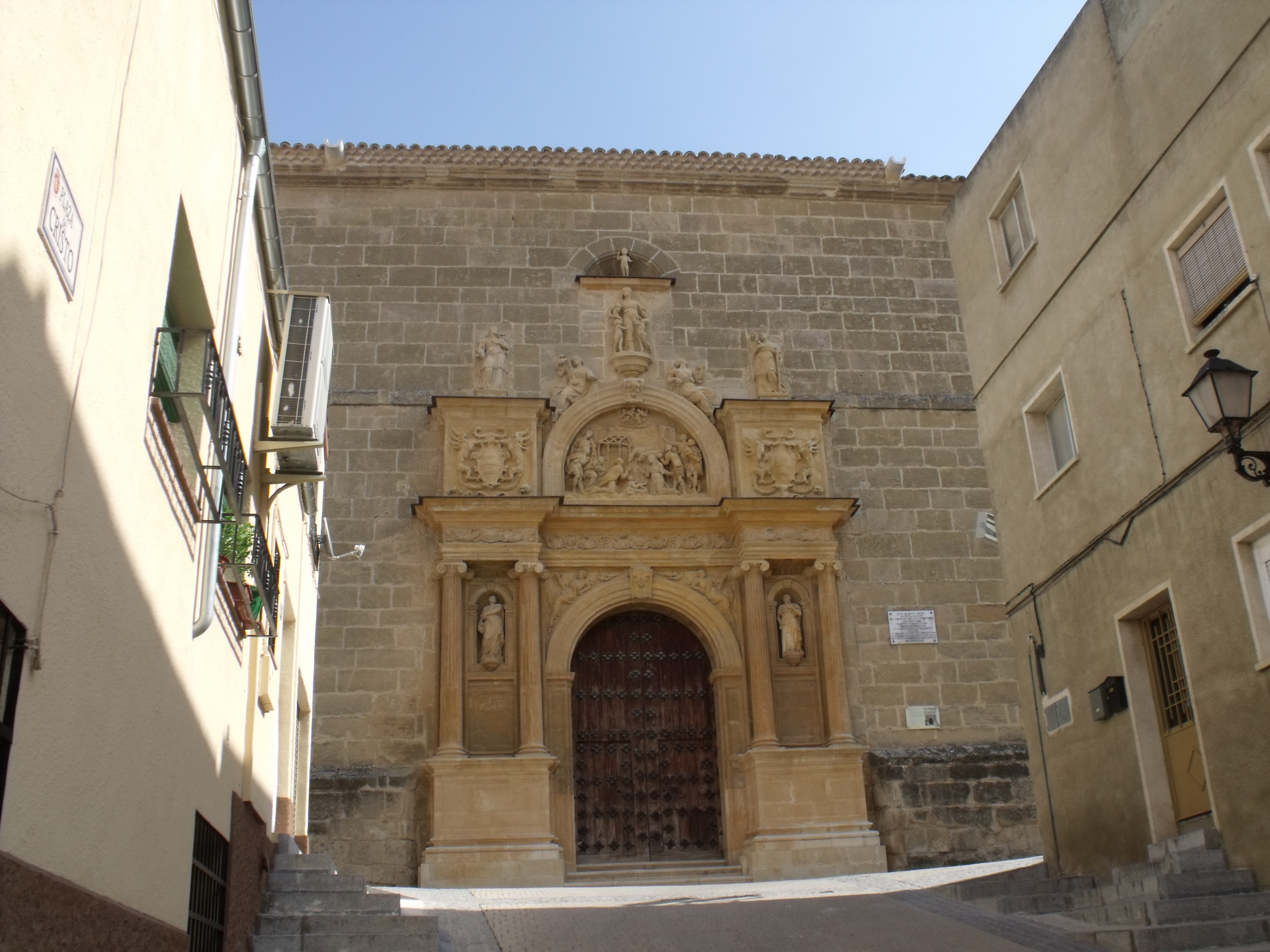
Portada del convento de Jesús y María

- Convento de Jesús y María. Este edificio se asienta sobre una pequeña elevación de terreno en la que se encontraba la ermita de Santa Lucía, cuya campana se reutilizó en la torre de la nueva construcción. El convento lo fundó Marcos de Parada, Arcediano de Alarcón, para recogimiento de doncellas virtuosas y para perpetuar su memoria, sirviendo este edificio de panteón familiar. Las obras se inician en 1554 y concluyen veintidós años después cuando pasan a morarlo monjas de la orden de San Lorenzo Justiniano provenientes de Cuenca. Este edificio es uno de los mejores de la arquitectura conquense del siglo XVI; su planta rectangular se modula en torno a un claustro con arcos de medio punto sobre unos curiosos pilares cuadrados y cajeados, auténtica novedad en la diócesis en el momento de su construcción. El edificio se articula a modo de rico palacio florentino incorporándose las armas del fundador en la esquinas del edificio. Como campanario se construyó una torre de planta triangular, una de las pocas de esta tipología que existen en el mundo. La austeridad de sus muros queda rota por la magnífica portada de la iglesia conventual,una de las mejores obras del Manierismo conquense, seguramente diseñada por el famoso arquitecto Andrés de Vandelvira que, desde 1560 hasta 1567 fue maestro mayor de obras del obispado de Cuenca. Se trata de una obra de primera línea tanto en su labor arquitectónica, manifestada en su proporcionada y elegante traza,  como en su trabajo escultórico, mostrado en la expresividad de los rostros, los pliegues de los vestidos y el movimiento de las figuras. En ella se representa la Navitidad de Nuestro Señor, así como figuras alegóricas de las siete virtudes, ensalzadas durante el Concilio de Trento, celebrado pocos años antes a la construcción de la misma. Una vez clausurado el monasterio, en 1835 pasa la casa conventual a propiedad del Ministerio de Hacienda, mientras que en la iglesia se instala la parroquia de Santa María de Castejón, vulgo el Cristo, hoy filial de la parroquia de San Esteban. En el templo está enterrado Eusebio Bardají y Azara, Secretario de Estado y Presidente de Gobierno en la Guerra de Independencia, el Trienio Liberal y con Isabel II. Mediante Real Decreto en 1983 este edificio es declarado Monumento.

- Iglesia de San Pedro: Ruinas de un antiguo templo del siglo XVII. Conserva una capilla con nervaduras góticas del siglo XVI.

- Ermita de San Sebastián y la chopera. Este parque desde antiguo fue conocido como carrera de los Chopos, el cual estaba instalado en la zona de huertas de la ciudad La primera noticia documental que tenemos data de 1689. Según distintos autores este jardín llegó a contar con cuatro o cinco calles y dos fuentes representativas construidas por el concejo, una en el centro y otra a la entrada. En 1763 la autoridad municipal manda colocar la cruz de granito de “Miguel de la Ceza” en la glorieta final, cruz que previamente estuvo enclavada en el lugar denominado Cruz de los Mozos. La estructura del parque es típicamente dieciochesca de paseos amplios con vegetación que produce una casi perenne sombra, unidos por pequeñas sendas o calles. Al final de los paseos, y cerrando todo el conjunto se sitúa la barroca ermita de San Sebastián, que fue reconstruida en 1737 por el ayuntamiento, su patrono y propietario. En dicha ermita se recibió a Felipe III en su visita a Huete en 1604. En ella recibe culto el Santísimo Cristo de las Injurias que, según la leyenda, descolgó un brazo como prueba de testimonio en un proceso judicial. Hoy en día sólo se conservan dos amplios paseos con especies de arbustos y de árboles muy variadas entre las que predomina el chopo, que ha venido a sustituir a los olmos tras la plaga de grafiosis que se sufrió en los años ochenta del siglo veinte.

- Ermita de San Gil. Reedificada al final del siglo XVIII, pertenecía a la Orden de Malta, y en ella residía un prior perteneciente a la Encomienda de Poyos y Peñalén. En esta ermita se venera a Santa Quiteria, patrona del barrio de San Gil que toma el nombre de esta iglesia y que es muy venerada en la actualidad, con importantes fiestas en el mes de mayo

- Monasterio de la Merced , con iglesia diseñada por el arquitecto José de Arroyo en 1670, claustro de Cosme de Peñalacia econstruido entre 1645 y 1648 y los nuevos cuartos obra de José Martín de Aldehuela. Aquí se conserva la Imagen de La virgen de la Merced Celebrando sus fiestas en el Mes de Septiembre, también conocidas como la feria de Huete o de la merced, antiguamente siendo una importante feria de ganado.

### Monasterio de la Merced
Fue fundado a finales del siglo XIII. Su magnificencia y prestigio lo convirtieron en uno de los monasterios más importantes de la Orden mercedaria en Castilla, sede de algunos capítulos generales y provinciales, en los que tomaron parte representantes de los monasterios mercedarios más importantes de todo el mundo para decidir los designios de la institución. De la edificación actual lo más antiguo es el tramo central de la fachada principal, único vestigio de una bella obra diseñada en 1639 por Cosme de Peñalacia. Aquella obra contaba con dos torres rematadas en chapitel de pizarra en los extremos y dos bellas portadas, una con columnas para la iglesia y otra más discreta para la portería, todo ello desaparecido. La fachada correspondiente a la iglesia fue remodelada en estilo neoclásico en 1867 y la esquina sur (la más cercana a la puerta del Ayuntamiento) fue transformada a finales del siglo XIX. El claustro, uno de los mejores patios barrocos de la provincia, fue diseñado y construido por el arquitecto Cosme de Peñalacia entre 1645 y 1647, destacando el bello contraste cromático producido por la utilización de distintos materiales. La iglesia, diseñada en 1670 por el arquitecto madrileño José de Arroyo, incorpora un entablamento de piedra con ménsulas pareadas y dentículos que recorre todo el perímetro del templo. Sobre el crucero se eleva una bella media naranja con una pintura al temple que representa la aparición de la Virgen a San Pedro Nolasco, fundador de la Orden. En 1754 se construyó la sacristía, que actualmente incorpora un retablo manierista procedente de la abadía de Caracena del Valle. Realizado en la segunda mitad del siglo XVI, la mazonería fue encargada a Diego de Villadiego mientras que las pinturas sobre tabla son obra de Pedro Muñoz de Aguilar. Por último, en la segunda mitad del siglo XVIII se llevó a cabo la ampliación del monasterio, seguramente con la intervención de José Martín de Aldehuela, con dos bellas fachadas con un orden de rejas y dos de balcones, una sala capitular y un refectorio, hoy Museo de Arte Contemporáneo Florencio de la Fuente. Durante la guerra civil española se empleó como Hospital de las Brigadas Internacionales, y tras el final de aquella fue destinado por la dictadura franquista a servir como campo de concentración de republicanos, habilitado para tal fin por el Cuerpo de Ejército de Urgel entre el 5 y el 20 de abril de 1939 (fechas en las que se confinó en el Monasterio a cerca de 650 prisioneros). Actualmente el edificio alberga el Ayuntamiento de la ciudad, así como diversas dependencias administrativas, la oficina de turismo, la biblioteca municipal, la parroquia de San Esteban y tres museos. En el año 1992 el conjunto es declarado Bien de Interés Cultural.

### Museos
- Museo Florencio de la Fuente: Colección internacional de Arte Contemporáneo con obras de Villatoro, Salvador Dalí, Pablo Picasso, Bores, Camille Corot, Pedro de Matheu, Vicet Ochoa, José Bautista (pintor) etcétera, reunidas por el mecenas y fundador del Museo, cuya colección ha donado a Huete y sirve como complemento a todos los periodos artísticos que atesora la ciudad. El Museo celebra habitualmente exposiciones temporales que animan la vida cultural de la ciudad y convierten a Huete en referente del Arte Contemporáneo.
- Museo de Arte Sacro: De este Museo destacan la Cruz de San Nicolás de Almazán, con bellos relieves de Francisco de Becerril y su hijo Cristóbal, y la Cruz de Santa María de Atienza, realizada en 1618 por el platero Miguel Martínez de Arta, posiblemente una de las mejores cruces castellanas del siglo XVII y que desfila en procesión durante las fiestas de San Juan Evangelista alrededor del 6 de Mayo. También es admirable un magnífico cristo de Marfil del siglo XVII así como la colección de ornamentos y vestiduras, en la que destaca el llamado manto de los Cautivos, bordado en estilo filipino en el siglo XVIII para la Virgen de las Mercedes.
- Museo Etnográfico: Reúne una colección de útiles relacionadas con las labores artesanales de carácter tradicional en la alcarria conquense. Destacan la colección de herramientas de uso agrícola y ganadero.
- Museo de la Fragua: Colección de herramientas y trabajos de forja.
- Museo de Fotografía: Ubicado en el Convento de Jesús y María, el Museo de Fotografía fue abierto en 2015 y alberga colecciones de fotografía de los fondos de Fundación Antonio Pérez. El museo consta de dos plantas, albergando una colección permanente en la primera planta y colecciones temporales en la planta baja.

### Minas romanas de Lapis Specularis "Cuevas del Sanabrio"

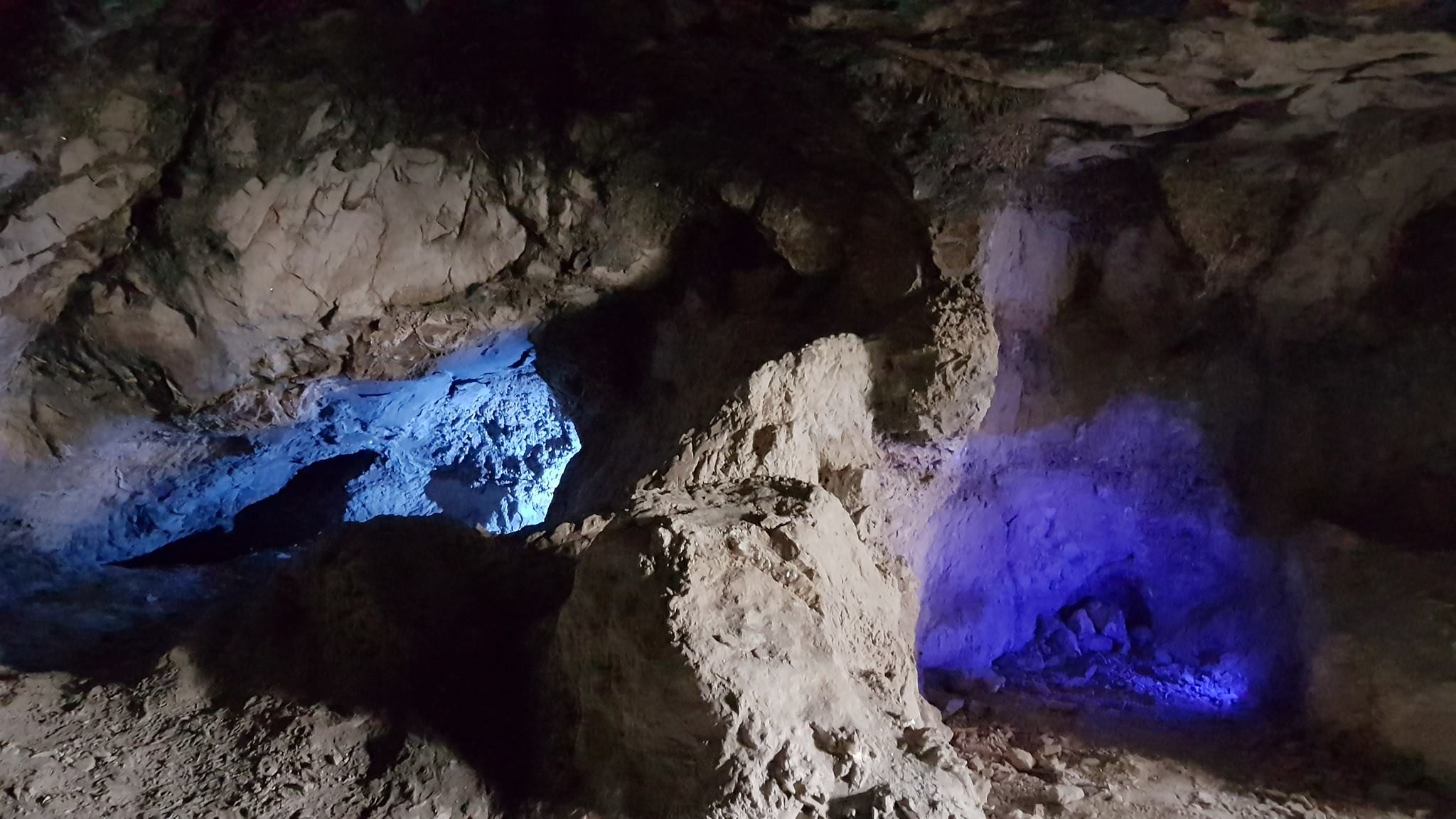
Mina de Los Cuchillos, complejo minero romano de Lapis specularis de Cuevas del Sanabrio en Saceda del Río

Se trata de un importante complejo minero romano de lapis specularis situado en las cercanías de Saceda del Río, pedanía del municipio de Huete. Las minas de Saceda del Río como conjunto son también uno de los referentes patrimoniales de la minería histórica del lapis specularis de Cuenca. Si bien, de todo el conjunto de Cuevas del Sanabrio, son visitables y están habilitadas para el turismo la mina de los Cuchillos y la mina de Máximo Parrilla, destacando en ambas la transparencia y los magníficos cristales que dejaron los romanos sin explotar y que pueden contemplarse junto a otras formaciones que hacen de la mina un lugar de especial interés geológico y minero. La visita a estas minas es guiada y puede realizarse previa reserva en la oficina de turismo de la localidad de Huete.

## Transporte público
La localidad cuenta con una parada de ferrocarril, la estación de Huete, de la línea Madrid-Cuenca-Valencia, cuyo incierto futuro ha llevado a varios ayuntamientos de la zona a constituir una plataforma en su defensa.
Desde julio de 2022 ya no circula el tren convencional que unía Aranjuez con Valencia pasando por Cuenca y por gran número localidades de Toledo, Cuenca y Valencia. 
Renfe ha establecido un servicio alternativa por carretera. 

## Club Deportivo Optense
El Club Deportivo Optense es el equipo de fútbol representativo de la localidad. Fundado en 1974, los encuentros como local los disputa en el campo municipal La Chopera.
Actualmente está disputando la Primera Regional de Castilla-La Mancha; siendo su máximo logro haber jugado, durante varias temporadas, en la categoría Regional Preferente, solo un escalón por debajo de la categoría nacional (Tercera División).

### Palmarés
Campeonatos regionales
- Primera Regional de Castilla-La Mancha (1): 1989-90 (Grupo 4).[10]
- Subcampeón de la Primera Regional de Castilla-La Mancha (1): 1986-87 (Grupo 3).[11]
- Subcampeón de la Segunda Regional de Castilla-La Mancha (1): 2012-13 (Grupo 3)[12] y 2024-25 (Grupo 3).[13]

### Historia
- Almonacid Clavería, José Antonio: “De Huete a Cuenca con los almohades en 1772”. Cuenca, 28.
- Jiménez Esteban, Jorge: "El castillo y la muralla musulmana de Huete”. Castillos de España, 92. p. 39-50.
- Mercado Blanco, Jesús; Moya Benito, María José; Herrera Casado, Antonio (2003). Historia de Sacedón: Patrimonio y costumbres. Guadalajara: AACHE Ediciones. ISBN 84-95179-98-9.
- Quintanilla Raso, Mª de la Concepción: La ciudad de Huete y su fortaleza a fines de la Edad Media. Cuenca, 1991. ISBN 84-87319-55-6.
- Reneses Sanz, Casildo: "Calas literarias en la cultura de Huete. (Semblanzas biográficas de diez escritores". Diputación Provincial de Cuenca, 2007. ISBN 978-84-96890-02-2
- Sánchez Benito, José María: Las tierras de Cuenca y Huete en el siglo XIV. Historia económica. Cuenca, 1994. ISBN 84-88255-45-4.
- Sánchez Benito, José María: Ciudad, territorio y poder. Huete y sus aldeas en el siglo XV. Cuenca, 1994. ISBN 84-87319-18-1.
- Bibliografía sobre la Ciudad de Huete (Autores, Documentos, citas sobre vecinos y naturales. Acontecimientos.- Formada y anotada por Manuel de Parada y Luca de Tena. Marqués de Peraleja. Numerario de la Real Academia de Heráldica y Genealogía. Incorporada en la página web oficial www.Huete.org del Ayuntamiento de Huete.
- Olarte Madero, Manuel: Las Brigadas Internacionales. El "Hospital Inglés" de Huete. Cuenca, 2011. ISBN 978-84-614-6770-9

### Arte
- García Martínez,  José Luis., Arquitectura Barroca en la ciudad de Huete, (Proyecto de Doctorado) Universidad de Castilla-La Mancha, 2001.
- García Martínez,  José Luis., "La iglesia del antiguo monasterio de Santo Domingo de Guzmán y el arquitecto fray Alberto de la Madre de Dios", en Primer Premio de Investigación Juan Giménez de Aguilar, Cuenca: Asociación de amigos del Archivo Histórico provincial de Cuenca, 1998. ISBN 84-605-8283-3.
- García Martínez, José Luis,  "Arquitectura y ornamentación en la portada del convento de Jesús de Huete: una obra atribuida a Andrés de Vandelvira", en Boletín Museo e Instituto Camón Aznar,102 (2008), pp. 183-210.
- García Martínez, José Luis,  "Arquitectura barroca en el convento de la Merced de Huete durante la primera mitad del siglo XVII", en Académica, Boletín de la Real Academia Conquense de las Artes y las Letras, 3 (2008), pp. 77-94.
- VV.AA. Esplendores de la Devoción en San Nicolás el Real. Catálogo de la exposición conmemorativa del III Centenario de la Hermandad de Nuestra Señora de Loreto. Huete. 2002.